# Smittium tronadorium
Smittium tronadorium är en svampart som beskrevs av Lichtw., Ferrington & López-Lastra 1999. Smittium tronadorium ingår i släktet Smittium och familjen Legeriomycetaceae.   Inga underarter finns listade i Catalogue of Life.